# 贡内萨
贡内萨（義大利語：Gonnesa），是意大利撒丁大区南撒丁省的一个市镇。总面积47.45平方公里，人口5157人，人口密度108.7人/平方公里（2009年）。ISTAT代码为107008。